# Terry Hughes
Terry Hughes is een Britse televisieregisseur en Emmy Awardwinnaar.
Hij regisseerde of schreef het scenario voor onder andere The Two Ronnies, The Golden Girls, 3rd Rock from the Sun, en Friends. Hij werkte ook nog mee aan een groot aantal andere televisieshows.
Naast televisie regisseerde Hughes Monty Python Live at the Hollywood Bowl, The Butcher's Wife en series zoals Ripping Yarns.
Hughes woont vandaag de dag in Texas.